# Manuel Deodoro da Fonseca
Manuel Deodoro da Fonseca, brazilski maršal, * 5. avgust 1827, Marechal Deodoro, Alagoas, † 23. avgust, 1892, Barra Mansa, Rio de Janeiro.
Kot izvrsten vojaški poveljnik se je izkazal v uporu leta 1848, argentinsko-brazilski vojni in vojni trojne alianse. Sprva je bil povišan v stotnika, nato pa leta 1884 v feldmaršala in kasneje še v maršala. Zaradi uspehov je postal narodni heroj.
Pozneje je postal guverner Rio Grande do Sula. Na tem položaju je dosegel tudi politični vpliv in z vojaško podporo je 15. novembra 1889 odstavil cesarja Pedra II. Brazilskega. Pozneje je postal vodja ustavodajnega kongresa.
26. februarja 1891 je bil izvoljen za prvega predsednika Brazilije. Zaradi vse večjih notranjih nemirov je 3. novembra 1891 razglasil izredno stanje in nato 23. novembra istega leta odstopil. Njegov naslednik je postal Floriano Peixoto.